# 奧伊爾特魯 (阿肯色州)
奧伊爾特魯（英語：Oil Trough）是一個位於美國阿肯色州獨立縣的市鎮。

## 地理
奧伊爾特魯的座標為35°37′51″N 91°27′27″W / 35.63083°N 91.45750°W，而該地的平均海拔高度為71米（即233英尺）。

## 人口
根據2020年美國人口普查的數據，奧伊爾特魯的面積為0.59平方千米，皆為陸地。當地共有人口226人，而人口密度為每平方千米383人。